# Афанасиадис, Тасос
 Тасос Афанасиадис (греч.  Τάσος Αθανασιάδης ноябрь 1913, Салихлы, Османская империя — 21 сентября 2006, Афины) — греческий писатель-романист и эссеист XX века, член Афинской академии.

## Биография
Тасос (Анастасиос) Афанасиадис родился в 1913 году в малоазийском городе Салихлы (древние Сарды) в семье предпринимателя Михаила Афанасиадиса и Анти Панайотопулу. У Тасоса было 3 старших сестры. Отец умер когда Тасос был ещё ребёнком. Когда Тасосу было 9 лет, его семья, как и тысячи других греческих жителей региона, избегая резни со стороны наступавших кемалистов, бежала в Грецию. Этот трагический период своей семьи и всего эллинизма Ионии, Афанасиадис впоследствии описал в своей книге Дети Ниобы.
Тасос окончил школу в Греции. Учился юриспруденции в Афинском университете, по окончании которого работал юристом.
Первую свою работу (эссе о писателе Фотисе Политисе) опубликовал в 1936 году.
В 1945 году возглавил секретариат Национального театра, после чего был назначен его генеральным директором, и оставался на этом посту до 1972 года.
В 1994 году получил почётную докторскую степень философского факультета Афинского университета.
Был награждён греческим государством тремя государственными премиями и орденом Феникса, а также серебряной медалью Французской академии и международной премией Гердера.
Получил известность своими работами Гвардейцы Ахайи (роман в двух томах, премия Афинской академии — фонд Ураниса), «Пантеи» (Οι Πανθέοι — Всебоги) (роман-трилогия в 4-х томах, премия Афинской академии − 1961), Тронный зал (государственная премия романа 1969), и Дети Ниобы, которые стали телесериалами на греческом телевидении. Был избран академиком в 1986 году и стал президентом фонда Ураниса, общества К. Паламаса и председателем жюри турецкой Литературной премии «Абди Ипекчи».

## Оценка творчества Афанасиадиса
Афанасиадис одним из первых внедрил «роман-реку» (roman-fleuve) в греческой литературе.
Он читал и подвергся влиянию иностранных романистов: Стендаля, Гюго, Флобера, Голсуорси, но и Достоевского, и Юнга
В его работах очень силён эпический элемент и повествование является многогранным, а миф одного героя переплетается с мифом другого
Его романы дают «широкую и сложную картину греческого буржуазного общества» трёх четвертей XX века
Его герои — сильные личности, хотя кажутся противоречивыми, имеют внутреннее единство и движутся в истории, как будто исполняют внутренне предначертание, а не подвержены внешним условиям.

## Некоторые из его работ
- Достоевский, от каторги к страсти (Ντοστογιέφσκι, από το κάτεργο στο πάθος (Κρατικό βραβείο βιογραφίας 1955)
- Альберт Швейцер (Αλβέρτος Σβάιτσερ Κρατικό βραβείο βιογραφίας 1963)
- Путешествие в одиночество (Ταξίδι στη Μοναξιά (χρονικό, 1944)
- Трое детей нашего века — биографическая хроника (Τρία παιδιά του αιώνα τους (βιογραφικά χρονικά)
- Дети Ниобы (Τα παιδιά της Νιόβης — μυθιστόρημα, πρώτη τρίτομη μορφή 1948, 1953, 1961, δεύτερη τετράτομη: 1967—1968)
- Последние внуки (Οι τελευταίοι εγγονοί — μυθιστόρημα, 2 τόμοι, 1984)
- Всебоги — роман (Πάνθεοι, μυθιστόρημα)
- Гвардейцы Ахайи — роман (Οι φρουροί της Αχαΐας (μυθιστόρημα, 2 τόμοι, 1975)
- Тронный зал — роман (Η αίθουσα του θρόνου (μυθιστόρημα, 1969)
- Признания — эссе (Αναγνωρίσεις, δοκίμια)
- Сын Солнца (Ο Γιος του Ήλιου (βιογραφία, 1978)
- Святая молодость — рассказы ( Αγία Νεότητα  (διηγήματα)